# Кримль (коммуна)
Кримль (нем. Krimml) — община (нем. Gemeinde) в Австрии, в федеральной земле Зальцбург. 
Входит в состав округа Целль-ам-Зе.  Площадь общины составляет 169,24 км², население — 842 человека (1 января 2021), плотность населения — 5 чел./км². Официальный код  — 506 07.

## Население
| Год  | Численность |
| ---- | ----------- |
| 1869 | 318         |
| 1889 | 278         |
| 1890 | 286         |
| 1900 | 383         |
| 1910 | 397         |
| 1923 | 437         |
| 1934 | 520         |
| 1939 | 680         |
| 1951 | 657         |
| 1961 | 645         |
| 1971 | 798         |
| 1981 | 797         |
| 1991 | 858         |
| 2001 | 886         |
| 2011 | 834         |
| 2021 | 842         |

## Политическая ситуация
Выборы — 2004
Бургомистр общины — Эрих Кцерни (АНП) по результатам выборов 2004 года.
Совет представителей общины (нем. Gemeinderat) состоит из 13 мест.
Распределение мест:
- АНП занимает 7 мест;
- СДПА занимает 5 мест;
- местный список: 1 место.

Выборы — 2009
Бургомистр общины — Эрих Кцерни (АНП) по результатам выборов 2009 года.
Совет представителей общины (нем. Gemeinderat) состоит из 13 мест.
Распределение мест:
- АНП занимает 7 мест;
- СДПА занимает 5 мест;
- местный список: 1 место.

Выборы — 2014
Бургомистр общины — Эрих Кцерни (АНП) по результатам выборов 2014 года.
Совет представителей общины состоит из 13 мест.
Распределение мест:
- АНП занимает 7 мест;
- СДПА занимает 6 мест.